# Championnats d'Europe de karaté 1987
Les championnats d'Europe de karaté 1987 sont des championnats internationaux de karaté qui ont eu lieu à Glasgow, en Écosse, en 1987. Cette édition a été la 22e des championnats d'Europe de karaté seniors organisés par la Fédération européenne de karaté chaque année depuis 1966. Un total de 310 athlètes provenant de 21 pays y ont participé.

## Résultats

### Épreuves individuelles

#### Kata
| Rang | Pays   | Karatéka       |
| ---- | ------ | -------------- |
| 1    | Italie | Dario Marchini |
| 2    | ?      | ?              |
| 3    | ?      | ?              |

| Rang | Pays   | Karatéka          |
| ---- | ------ | ----------------- |
| 1    | Italie | Cristina Restelli |
| 2    | ?      | ?                 |
| 3    | ?      | ?                 |

#### Kumite

##### Kumite masculin
| Rang | Pays        | Karatéka      |
| ---- | ----------- | ------------- |
| 1    | Royaume-Uni | T. Fairclough |
| 2    | ?           | ?             |
| 3    | ?           | ?             |

| Rang | Pays     | Karatéka      |
| ---- | -------- | ------------- |
| 1    | Finlande | Janne Timonen |
| 2    | ?        | ?             |
| 3    | ?        | ?             |

| Rang | Pays   | Karatéka             |
| ---- | ------ | -------------------- |
| 1    | Italie | Achille Degli Abbati |
| 2    | ?      | ?                    |
| 3    | ?      | ?                    |

| Rang | Pays  | Karatéka |
| ---- | ----- | -------- |
| 1    | Suède | Hallman  |
| 2    | ?     | ?        |
| 3    | ?     | ?        |

| Rang | Pays   | Karatéka |
| ---- | ------ | -------- |
| 1    | Écosse | McKay    |
| 2    | ?      | ?        |
| 3    | ?      | ?        |

| Rang | Pays   | Karatéka       |
| ---- | ------ | -------------- |
| 1    | France | Emmanuel Pinda |
| 2    | ?      | ?              |
| 3    | ?      | ?              |

| Rang | Pays   | Karatéka      |
| ---- | ------ | ------------- |
| 1    | France | Didier Moreau |
| 2    | ?      | ?             |
| 3    | ?      | ?             |

##### Kumite féminin
| Rang | Pays     | Karatéka   |
| ---- | -------- | ---------- |
| 1    | Finlande | Sari Laine |
| 2    | ?        | ?          |
| 3    | ?        | ?          |

| Rang | Pays        | Karatéka  |
| ---- | ----------- | --------- |
| 1    | Royaume-Uni | M. Samuel |
| 2    | ?           | ?         |
| 3    | ?           | ?         |

| Rang | Pays     | Karatéka        |
| ---- | -------- | --------------- |
| 1    | Pays-Bas | Guus van Mourik |
| 2    | ?        | ?               |
| 3    | ?        | ?               |

## Épreuves par équipe

### Kata par équipe
| Rang | Pays   |
| ---- | ------ |
| 1    | Italie |
| 2    | ?      |
| 3    | ?      |

| Rang | Pays   |
| ---- | ------ |
| 1    | Italie |
| 2    | ?      |
| 3    | ?      |

### Kumite par équipe
| Rang | Pays   |
| ---- | ------ |
| 1    | Écosse |
| 2    | ?      |
| 3    | ?      |

| Rang | Pays   |
| ---- | ------ |
| 1    | Italie |
| 2    | ?      |
| 3    | ?      |